# 能楽

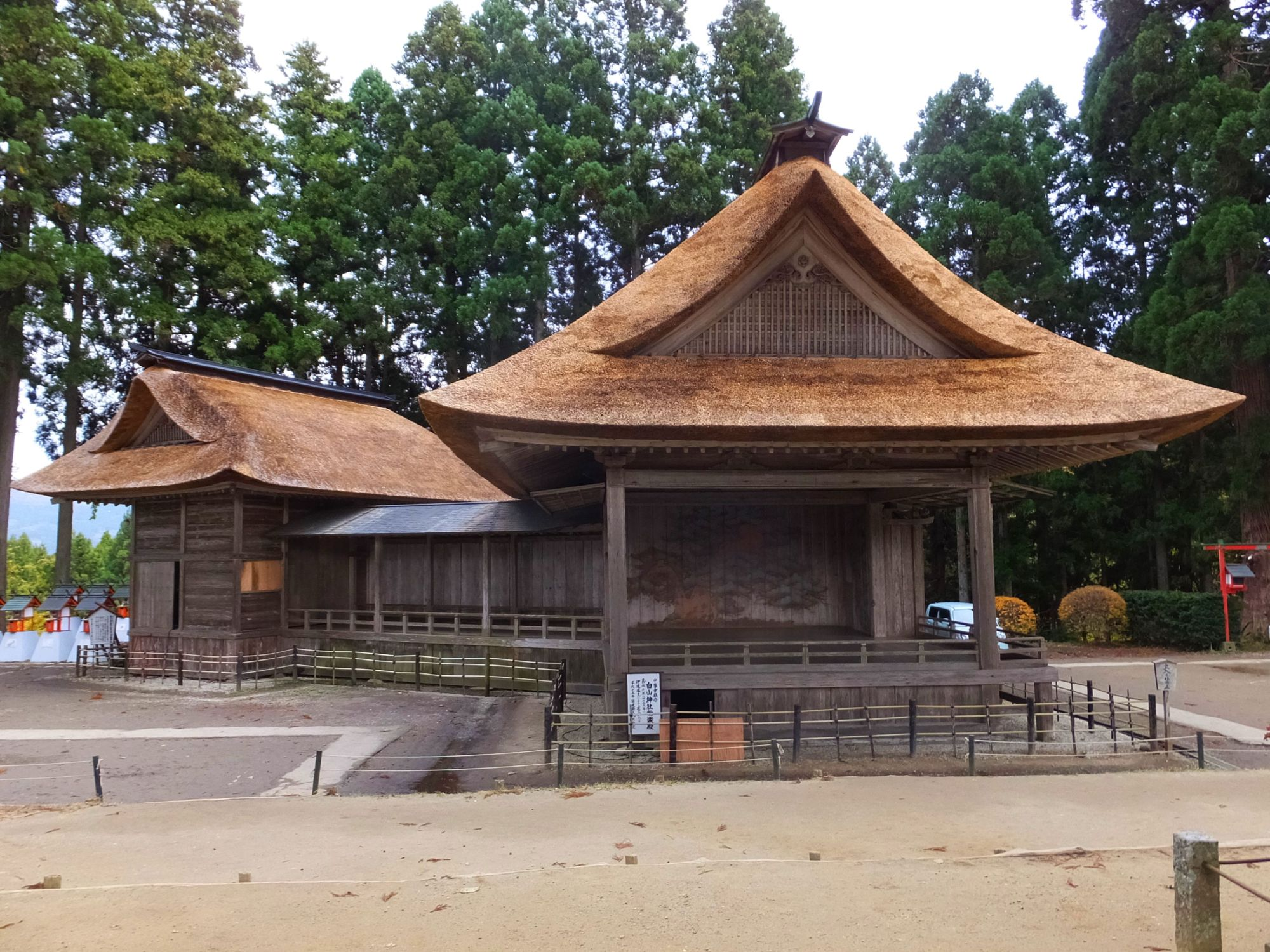
中尊寺鎮守 白山神社の能舞台
（重要文化財）

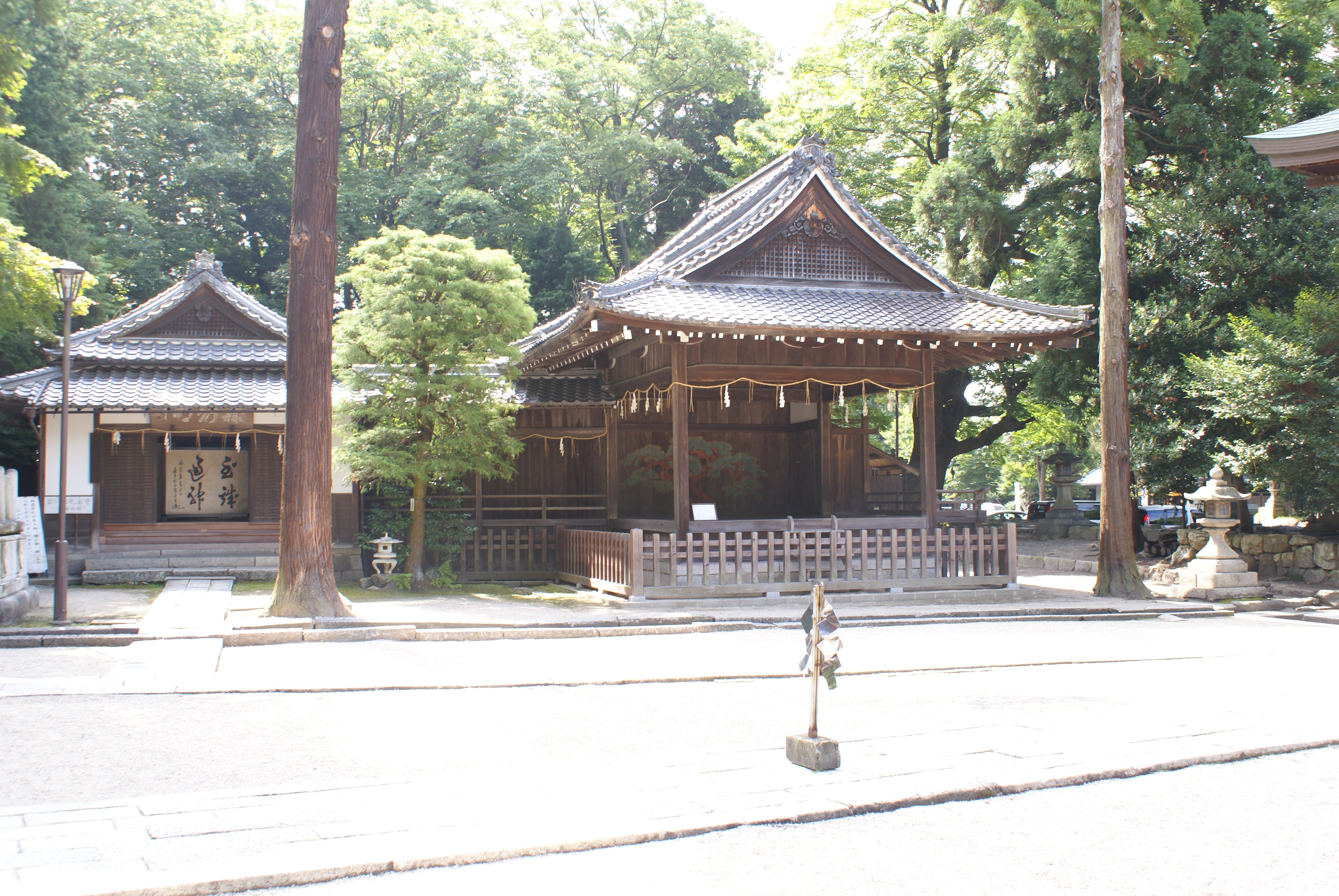
日牟禮八幡宮の能舞台

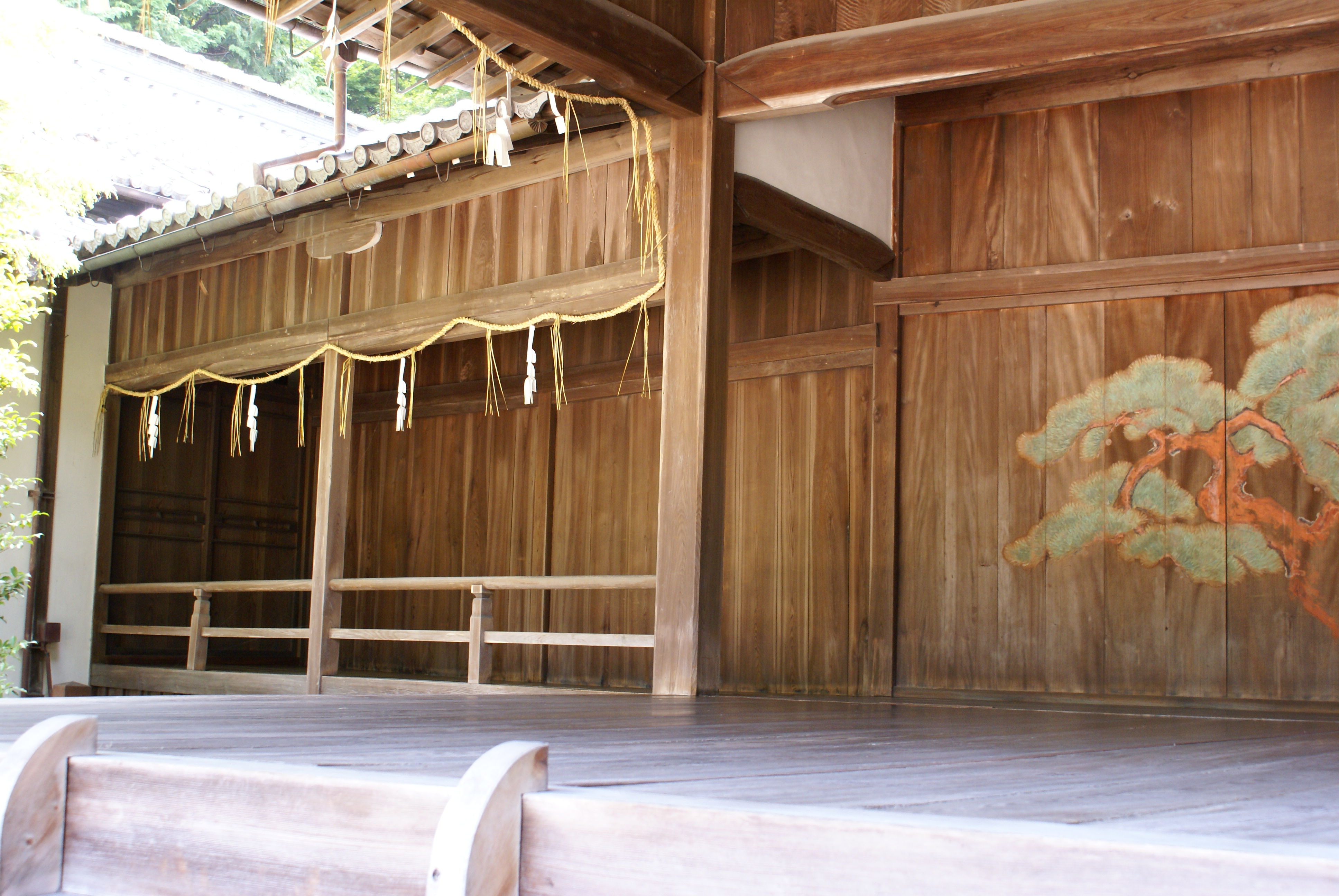
日牟禮八幡宮能舞台の橋がかり

能楽（のうがく、旧字体：能樂）は、日本の伝統芸能であり、式三番（翁）を含む能と狂言とを包含する総称である。重要無形文化財に指定され、ユネスコ無形文化遺産に登録されている。

## 歴史

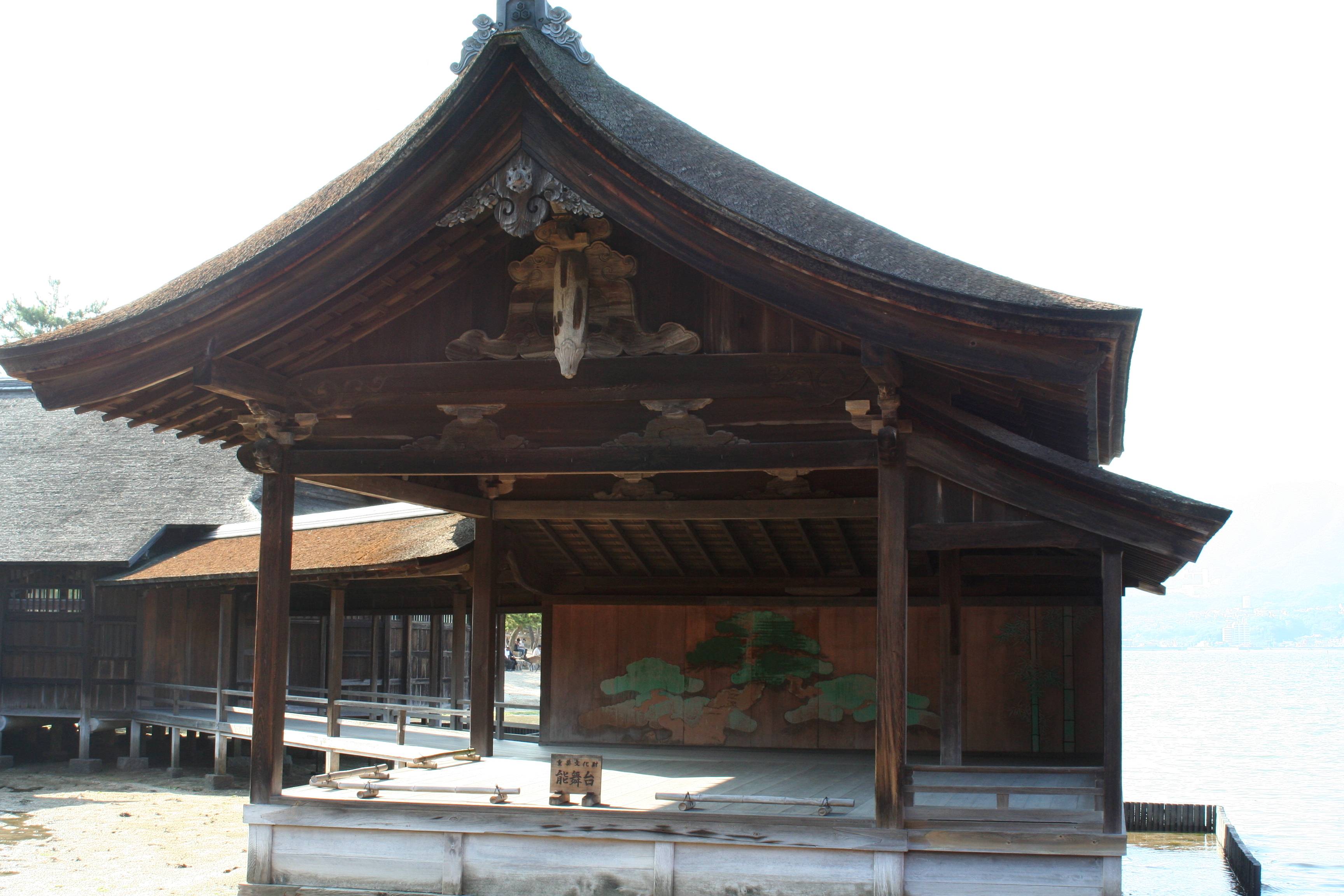
最古の能舞台、厳島神社

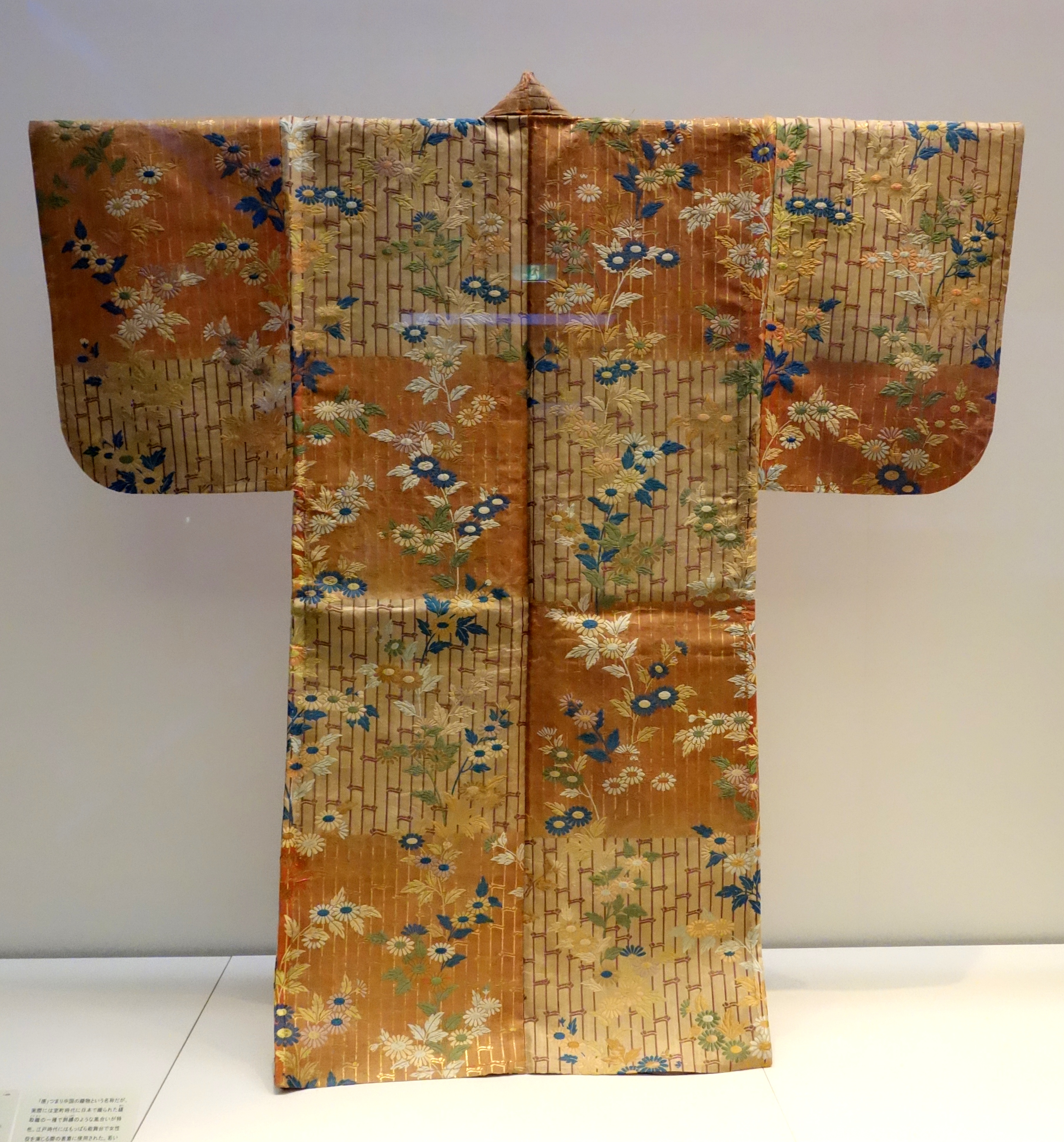
唐織（からおり） 、江戸時代（18世紀）

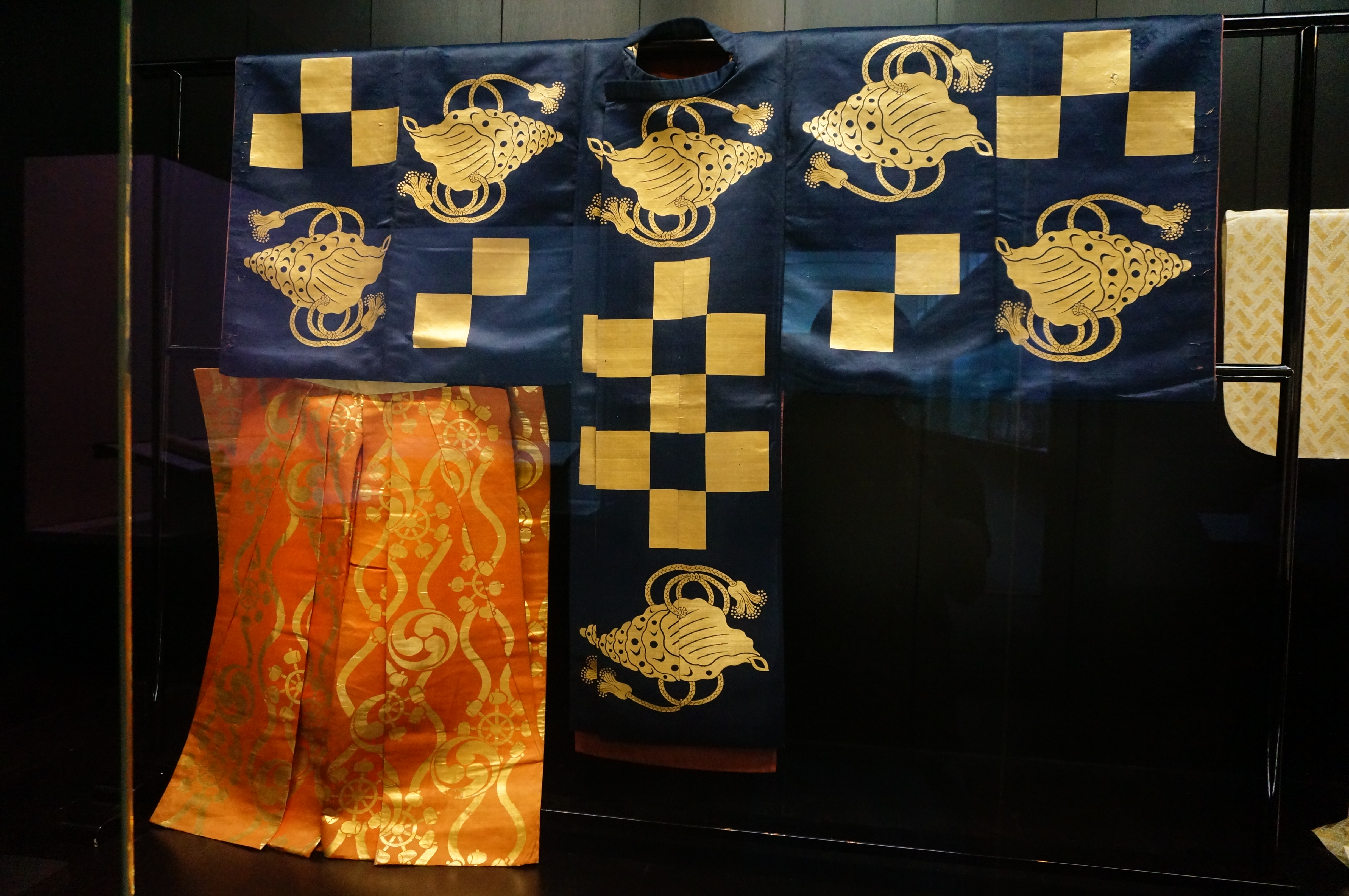
能衣装 狩衣 紺地石畳法螺貝模様、江戸時代、18世紀、東京国立博物館蔵

『風姿花伝』第四によれば、能楽の始祖とされる秦河勝が「六十六番の物まね」を創作して紫宸殿にて上宮太子（聖徳太子）の前で舞わせたものが「申楽」のはじまりと伝えられている。
江戸時代までは猿楽と呼ばれていたが、1881年（明治14年）の能楽社の設立を機に能楽と称されるようになったものである。明治維新により、江戸幕府の式楽の担い手として保護されていた猿楽の役者たちは失職し、猿楽という芸能は存続の危機を迎えた。これに対し、岩倉具視を始めとする政府要人や華族たちは資金を出し合って猿楽を継承する組織「能楽社」を設立。芝公園に芝能楽堂を建設した。この時、発起人の九条道孝らの発案で猿楽という言葉は能楽に言い換えられ、以降、現在に至るまで、能、式三番、狂言の3種の芸能を総称する概念として使用され続けている。

### 明治維新後
江戸幕府の儀式芸能であった猿楽は、明治維新後家禄を失ったことにより他の多くの芸能と同様廃絶の危機に瀕した。明治2年（1869年）にはイギリス王子エディンバラ公アルフレッドの来日に際して猿楽が演じられたが、明治5年（1872年）には能・狂言の「皇上ヲ模擬シ、上ヲ猥涜」するものが禁止され、「勧善懲悪ヲ主トス」ることも命じられた。
しかし、明治天皇は明治11年（1878年）に青山御所に能舞台を設置し、数々の猿楽を鑑賞した。また欧米外遊の際に各国の芸術保護を実見した岩倉具視は、華族による猿楽の後援団体設立に向けて動き始め、明治12年（1879年）にユリシーズ・グラントを自邸に招いて猿楽を上演させ、更に能楽社（のちの能楽会）の設立や明治14年（1881年）落成の芝能楽堂の建設を進めた。この時、能楽社の発起人九条道孝らの発案で猿楽を能楽と言い換え、「猿楽の能」は「能楽の能」と呼ばれることになる。
明治維新後他の多くの芸能が絶えたなか、名称を能楽と言い換え猿楽の危機は過ぎ去った。だが、やがて各流派はお互いに排他的姿勢を見せるようになり、流派間の交流や共演は消滅していった。

### 昭和初期
その後、日中戦争が起こって戦時体制に入ると、皇室を多く題材とした能には厳しい目が注がれるようになり、昭和14年（1939年）、警視庁保安課は不敬を理由に「大原御幸」を上演禁止とした。その一方で、日清戦争、日露戦争、第二次世界大戦を題材とした新作能も作られるようになった。

### 第二次世界大戦後
第二次世界大戦の敗戦は、能の世界に大きな転機をもたらした。戦災によって多くの能舞台が焼失したため、それまで流派ごとに分かれて演能を行っていた能楽師たちが、焼け残った能舞台で流派の違いを超えて共同で稽古を行い始めたのである。そのため、若手の能楽師たちは他流派の優秀な能楽師からも教えを受けることが多くなり、大いに刺激を受けるようになった。観世銕之丞家の次男であった観世栄夫はこの時、観世流と他流の身体論の違いに大きな衝撃を受け、結果的に芸養子という形で喜多流に転流して後藤得三の養子となり、後藤栄夫を名乗った。また栄夫の弟で八世観世銕之丞となった観世静夫も、この時期の他流との交流開始の衝撃の大きさを語っている。
この時期にこうした交流の場となった能舞台としては、多摩川能舞台（現在は銕仙会能楽研修所に移築）などが挙げられている。

## 能楽の技法

### 所作（カマエ・型・舞）
カマエとは能楽独特の立ち方のことで、膝を曲げ腰を入れて重心を落とした体勢である。カマエは観阿弥や世阿弥の時代には成立していなかったと考えられている。文献上でカマエに類似したものが現れるのは16世紀末に書かれた『八帖本花伝書』の巻五で、ここでは「胴作り」の名称で、男役の姿勢としてカマエに似たものが絵図付きで示されている。カマエが男役だけでなく女役も含めて全ての能楽の役の姿勢の基本とされるようになったのは、江戸後期頃と考えられている。またハコビと併せ、こうした能楽の身体技法には日本の武術の身体技法の影響も大きいと考えられている。
能楽は型（演技等の様式、パターン）によって構成されている。所作、謡、囃子、全てに多様な型がある。しかしここでいう型は、いわゆる舞や所作の構成要素としての型である。型の基本は摺り足であるが、足裏を舞台面につけて踵をあげることなくすべるように歩む独特の運歩法で（特にこれをハコビと称する）ある。また能楽は、歌舞伎やそこから発生した日本舞踏が横長の舞台において正面の客に向って舞踏を見せることを前提とするのに対して、正方形の舞台の上で三方からの観客を意識しながら、円を描くようにして動く点にも特徴がある。能舞台は音がよく反響するように作られており、演者が足で舞台を踏む（足拍子）ことも重要な表現要素である。
以下に能の型の例を示す。
シカケ（サシコミ）
すっと立ち、扇を持った右手をやや高く正面にだす。
ヒラキ
左足、右足、左足と三足（さんぞく）後退しながら、両腕を横に広げる。シカケとヒラキを連続させる型をシカケヒラキ（サシコミヒラキ）と呼ぶ。
左右（さゆう）
左手を掲げて左に一足ないし数足出た後、右手を掲げて右に一足ないし数足出る型。
サシ
右手の扇を横から上げて正面高くに掲げる型。
シオリ
目の前に手を差し出す。泣くことを示す。
拍子（ひょうし）
いずれかの足を上げ、舞台を踏む。
留メ拍子（とめびょうし）
一曲の終わりにはっきりと2回踏む。仕手が踏むこともワキが踏むこともある。
基本的には能も狂言も同じであるが、実世界に題材を求めた世俗的な科白劇でありリアルな表現の狂言に対し、超自然的なものを題材とした抽象的な表現を重視する能とではそれなりの違いがあり、これら種々の型の連続によって表現される所作のまとまりを能の舞と呼んでいる。
能の舞は型の連続であり、他の舞踊に見られる当て振りほとんど行われず無駄を削ぎ落とした極めてシンプルな軌跡を描き静的であるという印象が一般的だが、序破急と呼ばれる緩急があり、ゆっくりと動き出して、徐々にテンポを早くし、ぴたっと止まるように演じられる。稀に激しい曲ではアクロバテックな演技（飛び返りや仏倒れなど）もある。しかし止まっている場合でもじっと休んでいるわけでなく、いろいろな力がつりあったために静止しているだけにすぎず、身体に極度の緊張を強いることで、内面から湧き上がる迫力や気合を表出させようとする特色も持っている。
能では一曲のクライマックスでの表現として、謡が中心となった「クセ」などでの舞や、囃子のみで舞われる「舞事」が演じられる。「舞事」は以下のように分類される。
それぞれ太鼓の入った「太鼓物」や、太鼓の無い「大小物」がある。（後述の囃子の項目も参照）
呂中干（りょちゅうかん）の舞
定型の譜（呂中干の譜）を繰り返しながら、途中で段落や変化をつけた曲で、いろいろな役柄が舞う。
中テンポの「中之舞」や、ゆっくりとした「序之舞」、急テンポの「急之舞」、「男舞」「早舞」「神舞」などがある。
楽（がく）
中国を舞台とした曲で神仙役の者が舞う。楽人役の仕手が舞うこともある（「鶴亀」「天鼓」など）。
神楽（かぐら）
脇能（仕手が神仏の役を演じる曲）で舞われる。神がかりした女性役の舞。太鼓物。
舞ほど長くないが舞台を一巡する所作で仕手の品位や勢威、内面心理を表現する囃子事もあり総称して「働事」と呼ばれている。
舞働（まいはたらき）
竜神などが勢威を示すための曲。太鼓物。
翔（かけり）
武人（修羅）や狂女が演じる曲。大小物。
狂言の舞踏も能と共有する技術が多く舞うというにふさわしいが、日常を描くことの多い狂言では当然日常的な所作や具体性を帯びた演技も多く、身体を上下に動かす所作もあり踊りに近い発想も見られる。狂言の舞と型の一例を演出用語として分類し下記する。
上げ足（あげあし）
足を膝を高く上げ、一歩一歩踏みしめるようにする歩き方。鬼や山伏の歩きかたを表現する。
安座（あんざ）
あぐらをかくこと。
一巡（いちじゅん）
舞台を三角にひとまわりすること。道行く動作。
浮く（うく）
浮かれるようにする型。左右の足を交互に上下させながら上半身をやわらかにゆるがす。
三段之舞（さんだんのまい）
脇狂言や聟狂言などに用いられる舞の名称。
シャギリ（しゃぎり）
笛だけで演奏する曲で、車切・砂切の字をあてる。
連舞（つれまい）
二人以上の演者が同じ舞を舞うこと。
水鏡（みずかがみ）
水面に自分の姿を映すときの型。
三つ拍子（みつびょうし）
踏み込むように三つ踏む狂言特有の足拍子。

### 謡
能における声楽部分である謡を謡曲と言い、大別するとシテ、ワキ、ツレなど劇中の登場人物と、「地謡（じうたい）」と呼ばれる8名（が標準だが、2名以上10名程度まで）のバックコーラスの人々である。劇中の登場人物の謡はそのまま登場人物の科白となる。一方、地謡は登場人物の心理描写や情景描写を担当しているが、場合によってはシテの感情を代弁してうたうこともあり、シテ・ワキ・ツレ・地謡が掛け合いをするケースもある。
地謡は地謡座で前後二列になり、舞台を向いて座る。各々扇を持っており、謡う際にはそれを構え、休みの際には下ろす。地謡は地頭（じがしら）と呼ばれる存在がコンサートマスターのような役割を果たしており、以前は一番左前に座していたが、全体を統率するために後列中央に位置するようになった。
能と違って、科白劇である狂言ではいつでも地謡や囃子方が登場するわけではない。必要な演目の必要な部分にだけ出演するという形を取る。また舞台後方に4人程度が並ぶことが多い。翁のときだけは囃子方の後方に座る。
新作能を除くと謡に用いられている言葉は室町期の日本語である。謡は節回しのある部分（フシ）と節回しのない部分（コトバ）とに分けることができる。節のある部分には拍子合と拍子不合がある。コトバは通常の科白、対話に相当し、候文体で語られ、役を演じる者（シテ、ワキ、ツレ）だけが発声する。コトバであっても、現代人の感覚からすればかなり大げさな抑揚がついており、しかもその抑揚が型として固定している点である。能におけるすべての言語表現には、いかにこれを発話・歌唱すべきかという楽譜（謡本）があらかじめ用意されているが、細かい点は師伝により習得される。地謡はかならず節のある謡をうたう。また役を演じる者同士の対話であっても、ある点までコトバのやりとりであったものが、役柄の感情の高潮によって途中から節のついた謡へと切替わることが少なくない。
謡とは、八世観世銕之亟によれば「七五調を基本にした長い詩」である。七五調で書かれた12文字を一行として、八拍子でうたわれる。ただし八拍子から外れたリズムで謡われる部分もある。「拍子合」（ひょうしあい）では、拍子に当たる文字と拍子に当たらない拍子の間の文字が交互にくるために、八拍子には16文字が入るわけであるが、標準的な七五調で2拍3文字+1字分の「モチ」（または「ノベ」）と呼ばれる伸ばした間で謡うのを「平ノリ」（ひらのり）、1拍2文字で文字が続いて（モチが減って）強弱のノリがつく部分を「中ノリ（修羅ノリ）」、1拍1文字で謡うのを「大ノリ」と呼ぶ。八拍子から外れているリズムの謡は「拍子不合」（ひょうしあわず）と呼ばれる。拍子不合の謡では、節回しを大きくたっぷり謡い、節の無いところはすらすら謡う。また拍子不合であっても、謡と囃子は全く無関係ではなく、おおよその寸法や位、雰囲気などにおいて絶妙な関係を保っている。
後述する「能の略式演奏」では、囃子方を伴わずに謡う場合も多く、そのときは拍子を意識しないでかなり自由に謡える。これを「素謡」といい、囃子にあわせて謡う「囃子謡（拍子謡）」と区別している。素謡では、いわゆる「モチ」を省いたり、拍子不合の謡のように節回しをやや大きく謡うことが行われている。仕舞謡では、足拍子のある部分を拍子謡で謡う以外は素謡として謡う。しかし囃子謡であっても、拍子の縛りの中でもなるべく節を大きく謡い、「モチ」はなるべく目立たないように謡うのが上手い謡い方とされている。また囃子の手の名称から、厳密にモチをつけて謡う「ツヅケ謡」と、モチを謡わなくても囃子が合わせられる「三地謡（みつじうたい）」に区別されている。
能の発声法は、もちろん演者により様々な個性があるが、分厚い声を出すことや子音を長く謡おうとするところに特徴がある。「上の声と下の声を同時に出す」といわれ、音階は上の声で表現するが、下の声で声の厚みや迫力、安定感を表現する。謡は場面によって「弱吟」（よわぎん）と「強吟」（つよぎん）の2種類に分かれている。同じく八世観世銕之亟によると、「弱吟」は細かい音階をもつメロディアスな表現、「強吟」は音の迫力を強調した表現とされる。「弱吟」と言っても弱く謡うわけでない。室町時代の能は弱吟のみで演奏されていたが、江戸時代になって音階が簡素化され、強吟の謡い方が考え出された。弱吟では、上音・中音・下音という基本音、上音の上にクリ音、甲グリ音（かんぐりおん）、下音の下に呂音があり、上音・中音にはウキ（浮き）音、中音・下音には崩し（くずし）音、このように様々な音階とそれを組み合わせた節がある。強吟では上音・中音と中音の崩（下の中音）・下音とが同音階になって、ウキ音が無くなるなど簡略化されているが、独特のはねあげるような節がある。

### 囃子

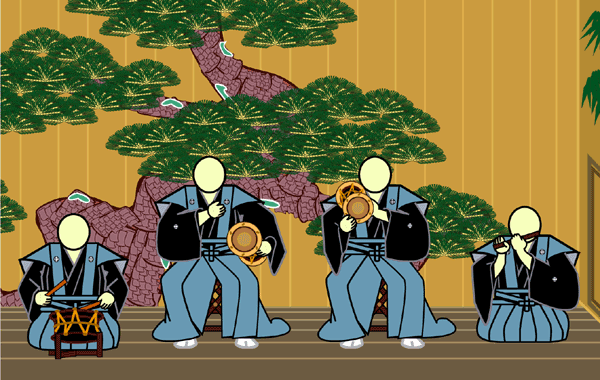
囃子方
上手（向かって右より）から、笛、小鼓、大鼓、太鼓。

能楽囃子に用いられる楽器は、笛（能管）、小鼓（こつづみ）、大鼓（おおつづみ、おおかわ、大皮とも称する）、太鼓（たいこ、締太鼓）の4種である。これを「四拍子」（しびょうし）という。雛祭りで飾られる五人囃子は、雅楽の場合もあるが、能の場合の5人は、能舞台を見るときと同じで、左から「太鼓」「大鼓」「小鼓」「笛」「謡（扇を持っている）」である。小鼓、大鼓、太鼓はこれを演奏する場合には掛け声をかけながら打つ。掛け声もまた重要な音楽的要素であり品位や気合の表現で、流派によってもいろいろであるが、「ヤ声」（ヨーと聞こえる）は主に第1拍と第5拍を示すために使われ、それ以外の拍は「ハ声」（ホーと聞こえる）を用いる。「イヤ」は段落を取るときと掛け声を強調するときに奇数拍で使われ、「ヨイ」は段落を取る直前の合図と掛け声を強調するときに主として第3拍で使われる。
一曲のうちには、「謡のみによって構成される場面」「謡と囃子がともに奏される場面」「囃子のみが奏される場面（登場人物が出てくるときの登場楽や、上記の「舞」や「働」である）」の3つが複雑に入り組んでいる。概していえば囃子が謡とともに奏される場合には謡の伴奏的な役割をはたす。また現在では能が始まる合図として、橋がかりの奥にある「鏡の間」で囃子方が音出しを行う「お調べ」が用いられている。
狂言では囃子は常に登場するわけではなく、狂言アシライという言葉もあるように音量的に柔らかく控え目に囃し、舞台の邪魔にならないような心配りもある。
笛（能管）
能管は、竹製の横笛で、歌口（息を吹きこむ穴）と指穴（7つ）を持ち、表面を桜樺・漆で覆っている。同じ指押さえで吹き方を変える事により、低めの「呂の音」と、高めの「甲（かん）の音」を出す事が出来る。歌口と指穴の間の管の内にノドと呼ばれる細竹を嵌めこんであり、これによって龍笛・篠笛など他の横笛とは異色の、能楽独特の高音（「ヒシギ」）を容易に発することができる。またこのノドの存在により、能管は安定した調律を持たない。これもまた能管の大きな特徴となっている。
能管は「四拍子」のなかでは唯一の旋律楽器であるが、基本としては打楽器的な奏法を主としている。つまり拍子にあったところで節やアクセントをつける吹き方をする。囃子のみによる舞（序之舞、中之舞など）の演奏の場合には拍子にあった旋律を吹くが、謡にあわせるときや登場楽の多くには拍子に合わないメロディーを吹く。これを謡につきあうという意味で「アシライ」という。
小鼓（こつづみ）
小鼓は、桜製の砂時計型の胴に、表裏2枚の革（馬革を鉄製の輪に張ってある）を置き、麻紐（「調緒（しらべお）」という）で締めあげた楽器である。左手で調緒を持ち、右肩にかついで右手で打ち、調緒のしぼり方、革を打つ位置、打ち方の強弱によって音階を出すことが出来るが、能では4種類の音（チ、タ、プ、ポ、という名前がつけられている）を打ちわける。演奏にはつねに適度な湿気が必要で、革に息をかけたり、裏革に張ってある調子紙（和紙の小片）を唾でぬらしたりして調節する。「翁」を演じるときには3名の連調となる。
大鼓（おおつづみ）
大鼓は、小鼓と区別するために大皮（おおかわ）とも呼ばれるが、材質、構造はほぼ小鼓に等しく、全体的にひとまわり大きい。左手で持って左膝に置き、右手を横に差し出して強く打ちこむ。小鼓と違い左手で調緒の調節をしないために、音色の種類は、右手の打ち方によって分けている。右腕を大きく上げて強く打つ音（チョン）、弱く打つ音（ツ）、抑える打ち方（ドン）。チョンとツの中間に「チン」がある流派もある。型ぶりに反して全体に小鼓より高く澄んだ音を出す。
湿気を極度に嫌うので、革は演奏の前に炭火にかざして乾燥させる必要がある。太く長い調緒を使って張りつめた皮を素手で打つのは大変痛い（元来は素手で打つべきとの主張もある）ので、中指や薬指に「指皮」をはめ、掌（てのひら）に「当て皮」をつける。。大鼓の流儀は小鼓のそれから派生したもので、同流の小鼓が打ちやすいように手（譜）が考慮されている
太鼓
太鼓は、いわゆる締太鼓のことで、構造は基本的に鼓とかわらない。革は牛革で、撥の当たる部分に補強用の鹿革を貼ることが多い。撥は2本で、太鼓を台に載せて床に置き（この台を又右衛門台という）、正座した体の前で打つ。音は響かせない小さな音（押さえる撥・ツクツク）と響かせる大きな音（小の撥、中の撥、大の撥、肩の撥・テンテン）の2種で、四拍子のリズムを主導する役割を担う。
太鼓が入るのは基本的に死者の霊や鬼畜の登場する怪異的な内容の曲のみで、そのほかの場合には笛と大小の鼓のみで演じる（この場合には大鼓がリズムの主導役を担う）。前者を「太鼓物（太鼓入りもの、四拍子もの）」、後者を「大小物」と呼んで区別する。
以上のほかに、舞台上でシテが鉦鼓（しょうこ）を鳴らす場合もある（『隅田川』『三井寺』）。多くは鐘の音や念仏の鉦鼓の音を表現するためだが、この場合もやみくもに打つのではなく、決まった譜がある。また新作能においては、これら囃子方以外の音楽家が背景音楽の演奏に加わることもある（「伽羅沙」でのキリスト教の賛美歌やパイプオルガンなど）。

### 面

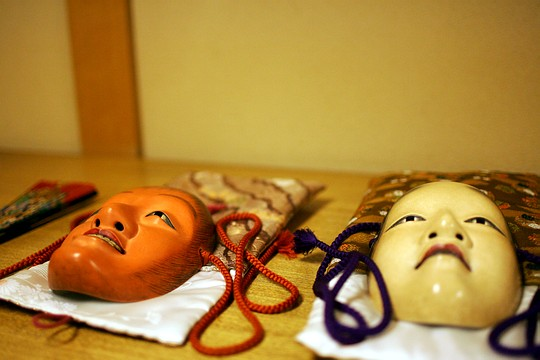
面

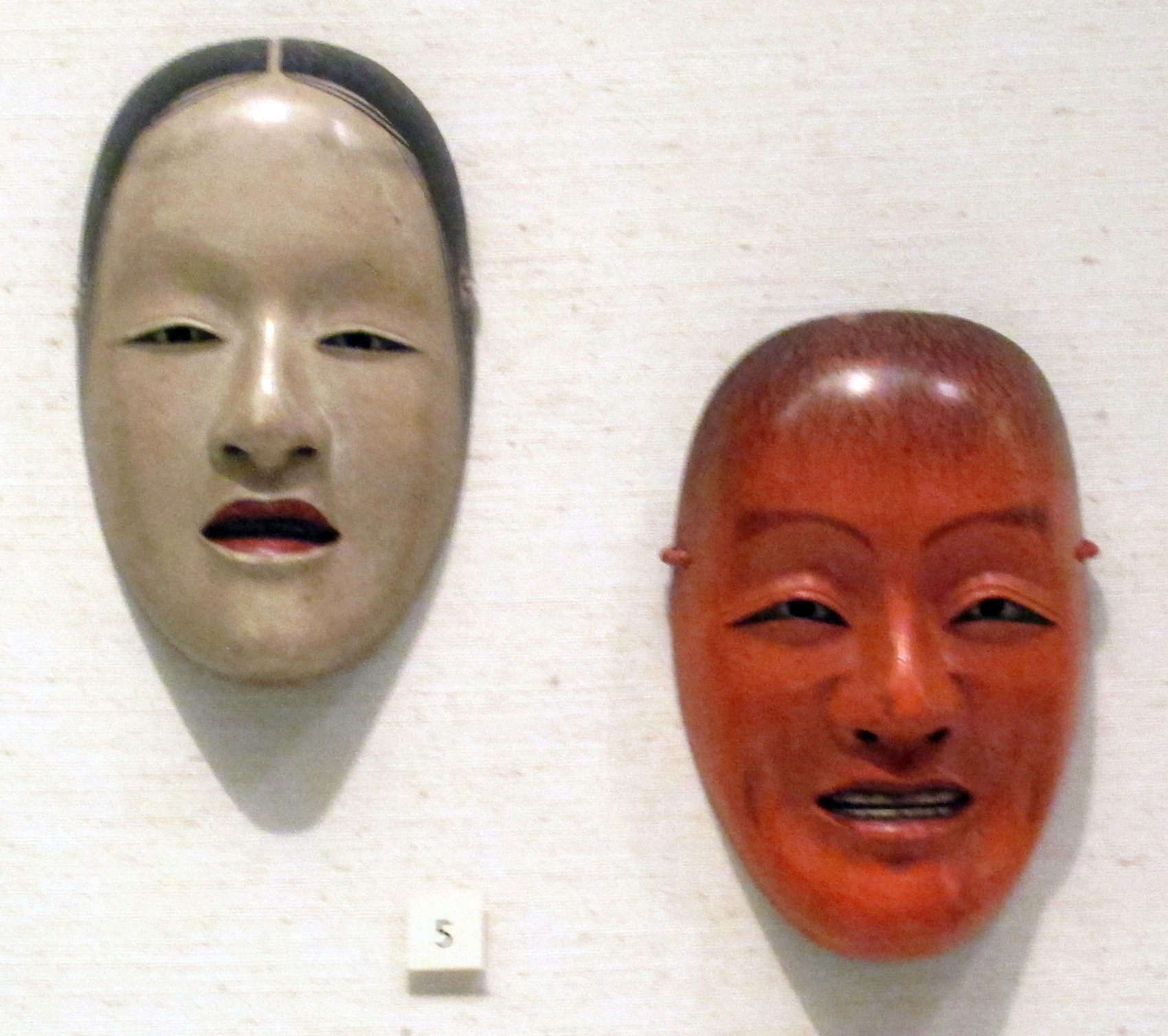
女面と猩々。江戸時代（19世紀）

能面は「のうめん」と読むが、面とだけ書けば「おもて」と読むのが普通。様々な種類がある。超自然的なものを題材とした能では面をつけることが多いが、面をつけない直面物もある。狂言では、登場する人物は現世の人間であり通常は面はつけず仮面劇とは言えないが、人間以外のものを演ずる場合などでは面をつける。

### 装束
今日では装束も様式化され、使用法が厳格に定められている。例えば色においても、白は高貴なもの、紅は若い女性を示す。また中世や近世から能楽師の家に伝わる装束も多い。なお、能の装束が現在のように絹の色糸をふんだんに使った豪華なものとなったのは江戸期である。その背景には、江戸期における織物技術の発達、将軍家をはじめとする為政者の潤沢な資金の流入がある。一方狂言の装束は麻が中心である。

### 作リ物、小道具
舞台に乗せる道具類で、予め作って保管しておくものを「小道具」、演能の度に作る物を「作リ物」と呼ぶ。作リ物は比較的大きな物が多く、舟、車、塚、屋台等を表す。作リ物は極端なまでに簡略化され、例えば「舟」は竹ヒゴ製模型飛行機の主翼を大きくしたようなものに過ぎないが、能楽にはこれで十分である。大きな作リ物としては、『道成寺』の鐘がある。これは中でシテが装束を替えられるだけの大きさがある。かつてはこれら作リ物類を製作する「作物師」という専門の役割があったが、現在はシテ方の担当になっている。

## 能楽の担い手

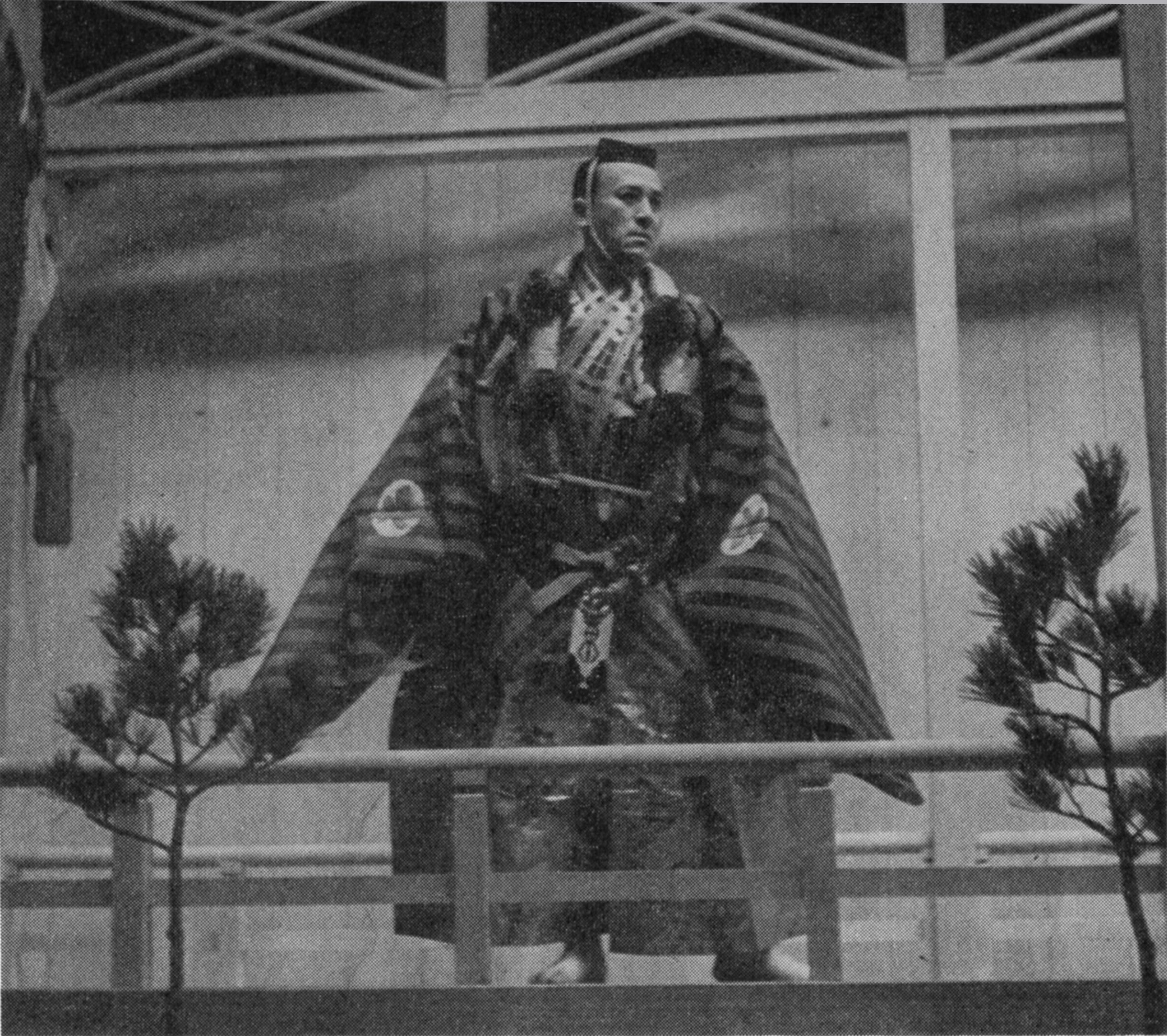
観世左近による『安宅』（昭和13年（1938年）1月）

能楽を演ずる者には能楽協会に所属する職業人としての能楽師（いわば玄人）の他、特定の地域や特定の神社の氏子集団において保持されている土着の能・狂言・式三番を演じる人々、能楽協会会員に月謝を払って技術を学ぶ素人（アマチュア）の愛好家、学生（大学・高校）能サークルが存在する。アマチュアの愛好家の中には能楽を職業とする、いわゆる玄人に転ずる者も見られる。
能楽協会会員、すなわち能楽を職業とする能楽師およびアマチュアの彼らの弟子たちの職掌は、「シテ方」「ワキ方」「囃子方」「狂言方」の4種類に分けられる。「囃子方」の中には更に「笛方」「小鼓方」「大鼓方」「太鼓方」の4種類の技能集団がある。「ワキ方」「囃子方」「狂言方」は「三役」と呼ばれる。これらの技術は歴史的に数多くの流派を生み出してきたが、現在までに廃絶した流派も存在している。通常、ある流派を学んでいる人が他の流派に移ることは無いが、ごく稀に例外として分派独立を許される者（江戸期における喜多流の分派）や、各流派の宗家の了承を得て移籍を果たす者（観世栄夫;観世榮夫、喜多流時には後藤榮夫）も見られる。
各流派の最高指導者は宗家と呼ばれる。宗家は他の伝統芸能における家元に相当する。また各流派には宗家以外にも江戸期に各地の大名家に仕えて能楽の技術指導を行ってきた由緒ある家柄が存在しているが、こうした家を職分家と呼ぶ。
宗家の権力は強大であるが、時に職分家集団によって無力化されることがあり、近年では喜多流の職分家集団が一斉に宗家・16世喜多六平太の主宰する「喜多会」を離脱し、その後宗家および実弟が逝去して後継者が不在となったため、喜多流職分会が事実上喜多流を運営している。また和泉流においても十九世宗家の和泉元秀の嫡男である和泉元彌の宗家継承が認められず、最終的に能楽協会退会に追い込まれる事態となった。
何らかの事情で宗家が存在しなくなった場合には、一門中の有力者が「宗家預り」として宗家の代行を務める。また宗家が何らかの事情で宗家としての仕事を遂行出来なくなった場合には、「宗家代理」が立てられることもある。
能楽は、俳優（「シテ（仕手/為手）」）の歌舞を中心に、ツレやワキ、アイ狂言を配役として、伴奏である地謡や囃子などを伴って構成された音楽劇・仮面劇である。舞と謡を担当し、実際に演技を行うのがシテ方、ワキ方および狂言方であり、伴奏音楽を担当するのが囃子方（笛方、小鼓方、大鼓方、太鼓方）である。
能では、シテ方が中心的存在であり権限も大きいが、シテ方やワキ方だけでは実際の演奏はできず、囃子方、狂言方の協力が不可欠である。通常、ワキ方、囃子方、狂言方を総称した呼び方の「三役」に、シテ方より役目の依頼をかける。

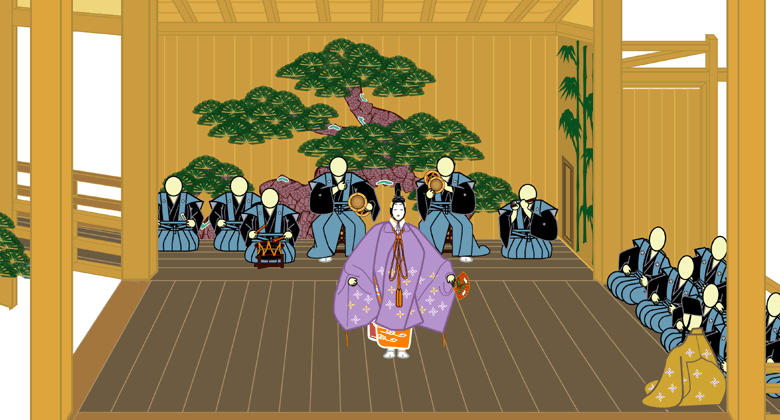
能舞台
舞台中央にいるのがシテ、一番手前で背を向けているのがワキ、その奥が地謡、シテの後に囃子方（向かって右から、笛、小鼓、大鼓、太鼓）、後見が座っている。

### シテ方
能の主人公は「シテ（仕手/為手）」と呼ばれる。多くの場合、シテが演じるのは神や亡霊、天狗、鬼など超自然的な存在であるが、生身の人間を演じることもある（『安宅』における弁慶など）。シテが超自然的な存在を演じる曲を夢幻能、シテが現実の人間を演じる曲を現在能と呼ぶ。
シテを演じるための訓練を専門的に積んでいる能楽師をシテ方と呼ぶ。シテ方が演じるのはシテの他、ツレ、トモである。また、一般に子方はシテ方としての訓練を受けている最中の子供が演じる。これら能の登場人物の他、地謡と後見もシテ方の担当である。
シテにかかわりのある登場人物のうち、主だったものをツレ、物語の筋に深く関係を持たない端役的なものをトモ、トモのうち単に大人数を舞台に出すことを目的として登場する役を立衆（たちしゅう）と呼ぶ。このうちツレには『蝉丸』『大原御幸（おはらごこう）』のように、ごくまれに仕手とほぼ同格と言える重要な役割を持つものがあり、このような能を「両ジテもの」と称する。ツレ以下が存在しない能もある。
能のシテ方は、狂言には参加しない。

### ワキ方
シテとともに能に不可欠な登場人物がワキである。ワキを演じる為の訓練を専門的に積んでいる能楽師をワキ方と呼ぶ。ワキはシテの思いを聞き出す役割を担う。その為、ワキは僧侶役であることが非常に多い。また、その役割は上記のとおり一方的にシテの言うところを受けとめるものなので、舞台上で華々しい活躍を見せることはめったにない。その役柄故、舞台上では坐っていることがほとんどなので、「ワキ僧は煙草盆でもほしげなり」という川柳も詠まれている。なお、ワキにつくツレを「ワキツレ（ワキヅレ）」という。多くの場合シテにおけるトモに近いものである。
ワキおよびワキツレはワキ方が演ずる。ワキ方はシテ方との対比上、硬質で剛直な芸風を求められるとするのが一般的な説である。
ワキは本来「脇の仕手」の略であり、古くはシテ方ワキ方の別はなかったとされる。一座の第二位の役者、もしくは第一位の役者（「太夫」と言う）の後見役にある役者がワキである。中世期、ワキが地謡の統率者（地頭）を兼ねており、その影響で、江戸時代に入ってシテ方とワキ方が分離した時期においても地謡はワキ方が担当することが多かった。時代が下るにつれてシテ方と交替し、あるいは過渡期的に「地謡方」という専門の役職ができたりして変遷をたどりながら現在のかたちに落ちついたとされ、現在のシテ方にも元地謡方、あるいはワキ方の家であったものは多く存在する。
能のワキ方は、狂言には参加しない。

### 狂言方
狂言方が能の劇中に登場することも多い。狂言方が担当する役を「アイ」もしくは「間狂言（あいきょうげん）」と呼ぶ。能の登場人物として、シテもしくはワキのお供の者などの役柄としての「アシライアイ」もあるが、多くの場合は、中入り（能は前場と後場の2場面に分かれていることが多く、その間）でシテが装束を変える時間を利用し、その場をつなぐ目的で狂言方の役者が所の者（その土地の人）として能の物語にまつわる古伝承や来歴を語る「語りアイ」である。アイには一人で行うものと、多人数で行うものがある。また語りアイの中でも、坐って語るものを「居語アイ」、立って語るものを「立語アイ」と呼ぶ。まれに間狂言のない能も存在する。これに対して狂言方や囃子方のみで演じられる狂言を「本狂言」と呼んで、間狂言と区別する場合もある。

### 囃子方
上手（舞台に向かって正面見所より見て右側）より笛、小鼓、大鼓（大革）、太鼓と並ぶ。能の場合小鼓方と大鼓方は床几を用いる（舞囃子では正座している）。狂言では床几は用いない。太鼓は獅子や鬼など超自然的威力のあるシテが現れる際に用いられる。太鼓なしの囃子を三拍子、太鼓を含むと四拍子と呼ぶ。笛（能管）は唯一の旋律楽器ではあるが上述したように打楽器的な奏法を主とする。囃子方の発する掛け声、気合、間、位（テンポ）などは能楽の重要な要素である。

### 能楽の流派

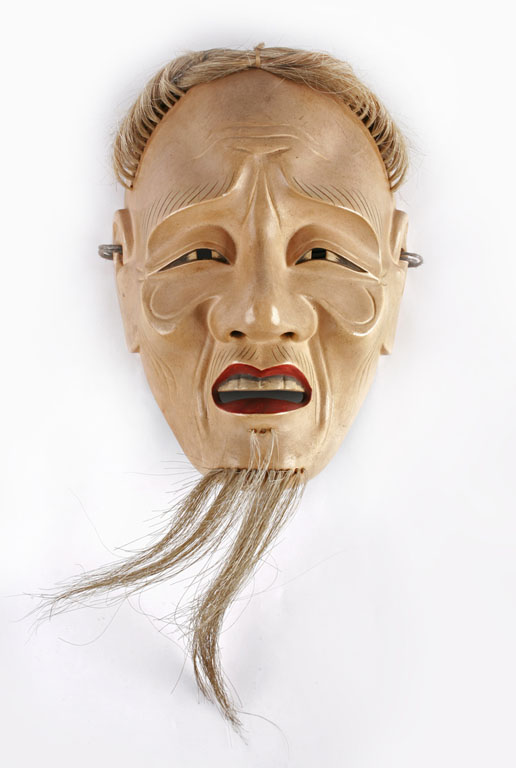
能面 小尉（小牛尉）

能楽の流派は大和猿楽四座の系統の流派と、それ以外の日本各地の土着の能に分けられる。
大和猿楽四座とは観世座、宝生座、金春座、金剛座であるが、更に江戸期に金剛座から分かれた喜多流の五つを併せて四座一流と呼ぶ。喜多流は金剛流より出て、金春流の影響を受けつつ江戸期に生まれた新興の一派であって、明治期に至ってほかの四流と同格とされた。喜多流は創流以来座付制度を取らず、「喜多座」と呼ばれることはなかったので、五座ではなく四座一流となる。
四座のうち奈良から京都に進出した観世、宝生を上掛りと呼び、引き続き奈良を根拠地とした金春、金剛を下掛りと呼ぶ。喜多は下掛りに含む。
大和猿楽四座は豊臣秀吉が政策的に他の猿楽の座（丹波猿楽三座など）を吸収させたため、江戸時代に入る頃には事実上、日本の猿楽の大半を傘下に収めていた。現在、四座一流の系統の能楽師たちは社団法人能楽協会を組織しており、能楽協会に加盟・所属している者が職業人としての能楽師と位置づけられている。
一方、大和猿楽四座に統合されなかった能楽が残存している地域もあり、四座一流では演じられない曲目や、その地域独特の舞いを見ることが出来る。有名なものとしては、山形県の春日神社に伝わる黒川能、黒川能から分かれた新潟県の大須戸能などがある。
なお、能楽協会所属の能楽師によって上演される能楽においては、能楽全体の流儀はシテ方の流儀によって示される。また能に限り、家元を宗家と称する。これは江戸期に観世家に限り分家（現在の観世銕之亟家）を立て、これをほかの家元並みに扱うという特例が認められたことに基づくものである。分家に対し、本家が「宗家」と称したのがやがて「家元」の意味で用いられるようになったものである。現在では、同姓の分家との関係で用いられないかぎり、ほぼ「家元」の言い換えである。

### 座付制度
江戸時代以前、猿楽の役者たちはいずれかの座に所属して活動していたため、現在のようにシテ方が自由に三役を好きな流派から選んで演能をすることはなかった。以下に江戸時代における各座の構成を示す。
- 観世流（観世座）
ワキ 福王流、進藤流
笛 森田流、春日流
小鼓 観世流、幸清流
大鼓 葛野流
太鼓 観世流
狂言 鷺流
- 宝生流（宝生座）
ワキ 下掛宝生流
笛 一噌流
小鼓 幸流
大鼓 観世流宝生錬三郎派、威徳流
狂言 大蔵流大蔵弥太夫派
- 金剛流（金剛座）
ワキ 高安流
笛 春日流長命清左衛門派
大鼓 高安流
狂言 大蔵流大蔵八右衛門派
- 金春流（金春座）
ワキ 春藤流
小鼓 幸流、大倉流
大鼓 大倉流
太鼓 金春流、金春三郎右衛門流
狂言 大蔵流
- 喜多流に座付はない

### 現存する流派
（カッコ内は2005年の能楽協会名簿における所属の能楽師の数）
- シテ方（詳細は各記事を参照のこと）
観世流(561)、宝生流(270)、金剛流(100)、金春流(120)、喜多流(54)
- ワキ方
下掛宝生流(24)、福王流(20)、高安流(16)
進藤流（明治期に廃絶）、春藤流（明治期に廃絶）
- 狂言方
大蔵流(92)、和泉流(56)
鷺流（佐渡島、山口などに末流が存続しているが、能楽協会会員資格は認められていない）
- 囃子方（笛方）
森田流(48)、一噌流(17)、藤田流(4)
平岩流（明治期に廃絶）、春日流（戦後に廃絶）
- 囃子方（小鼓方）
幸流(31)、大倉流(18)、幸清流(9)、観世流(7)
- 囃子方（大鼓方）
高安流(13)、大倉流(13)、葛野流(12)、石井流(10)、観世流(1)
威徳流（明治期に廃絶）、金春流（明治期に廃絶）
- 囃子方（太鼓方）
金春流(25)、観世流[注 9](16)

### 能楽師の育成
能楽師の多くは何代も続く能楽師の家に生まれた者であり、幼少時から父親による訓練を受ける。彼らの中で最終的に能楽を職業とすることを決断をした者は、所属する流派の宗家の家に数年間住み込んで修行し（内弟子）、能楽を職業とするための初期訓練の仕上げを行う。職業として能楽を選び能楽協会会員となった後も、能楽師としての訓練は生涯続けられる。
しかし、代々能楽を職業とする家やアマチュアの入門者の数が相対的に多いシテ方とは別に、三役（「ワキ方」「囃子方」「狂言方」）として能楽を職業とすることを目指す者の数は非常に少なく、上述のような伝統的な育成システムの行き詰まりは昭和期には明白となった。そこで開始されたのが、国立能楽堂に三役の技能を伝授する学校を設置し、代々能楽を職業とする家の子弟以外の人材を能楽界に取り込むという試みである。この制度は1984年6月に開始された。応募資格は中学卒業以上・経験不問・年齢上限ありというもので、研修期間は6年間である。

### 職業としての能楽師
観世栄夫によると、能楽協会における暗黙の了解として能楽を職業とする者には平等に仕事を斡旋することとなっており、シテ方の場合は年間で30番程度の舞台をこなしているとされる。
また、能楽の三役は人手不足が深刻であり、一日に2件や3件の仕事を掛け持ちすることが常態化しているとされる。
なお、能楽を演じたり教えたりして報酬を得る行為は、能楽協会会員以外であっても法律上は可能であり、実際に和泉元彌は能楽協会から離れた後も自身と親族で「株式会社和泉宗家」を興して狂言師として活動を続けている他、観世栄夫が能楽協会退会中に仕事として新劇俳優や学生に能を教えたり、国外で観世寿夫らとともに能を演じたりしたこともあった。協会に所属しないでもそれぞれの流儀から師範免状などを受けて活動する、セミプロ的な者もいる。しかし現状では、能楽協会会員以外の者が仕事として演能を依頼されることは、和泉のような極めて稀な事例を除き、日本国内ではめったにない。観世栄夫が特例として能楽協会会員に混じって日本国内で能を演じたこともあったが、この時でも観世栄夫に支払われた報酬は出演料という形を取らなかった。

### 能楽協会と日本能楽会
公益社団法人能楽協会は、各専門的役割を職能とする各流の能楽師たちの団体である。一方、一般社団法人日本能楽会は、重要無形文化財保持者（総合認定）に認定された能楽師を構成員とする団体である。

### 女人禁制とその緩和
もともと能を演じるのは男性のみに許されていた。能面の使われ方として現在能の男性役には面を用いない（直面（ひためん））が、女性役の場合は女面を使って女性に扮しているが、女性能楽師が演じる場合でも女面をつけていることからも、その名残が残っている。
1948年（昭和23年）に女性の能楽協会への加入が認められた。2004年（平成16年）に日本能楽会への加入が認められた。
なお、前述の国立能楽堂養成事業は女性にも門戸が開かれており、これまでの所、女性の研修生の成績は男性のそれに見劣りしないという意見もある。
しかし、能の謡や鼓の掛け声などは低音を響かすことが大事とされており、気合や声域などが異なるための困難や違和感も見受けられる。

## 能楽の上演形式
『翁』を冒頭に、能5曲とその間に狂言4曲を入れる「翁付き五番立」という番組編成が、江戸時代以来続いている能楽の正式な演じ方である。観阿弥・世阿弥が活躍した室町時代初期は、能と狂言をどのような順序で上演するのか、序破急の概念が重要視された。序破急とは、スピードだけではなく、精神的な昂揚や構成上の盛り上がりなど、あるいは一日の経過を考慮したものである。具体的には、「翁」という儀典的な能をした後、陽が沈むまでの間に、狂言を挟みつつ5種類の曲目を演じる。
1. 翁 - 最初に翁を演じるのが正式な番組立であったが、現在は特別な催しでしか演じられない。
2. 能の初番目物（神）[22]-  神が仕手となる。脇能や神事物とも。
3. 狂言の初番目物（脇狂言とも）
4. 能の二番目物（男）[22] - 武人が仕手となる。修羅物とも。ほとんどが負け戦（負修羅）である。勝修羅は三曲（田村・屋島・箙）。破の序。
5. 狂言の二番目物
6. 能の三番目物（女）[22]- 美人が仕手となる。鬘物とも。破の破。
7. 狂言の三番目物
8. 能の四番目物（狂）[22]- 狂女が仕手となる狂女物。狂とは精神が高ぶった状態を表すもので異常者ではない、それ以外にも様々なものがここに入る。雑能や現在物とも。破の急。
9. 狂言の四番目物 止狂言とも。
10. 能の五番目物（鬼）[22]- 鬼、天狗といった荒々しく威力のあるものが仕手となる。切能や鬼畜物とも。急。

上記の1日がかりとなる編成で能楽を上演することは稀となり、能楽協会主催の式能などでしか見られない。具体的には、能・狂言各1曲、あるいは能2曲と狂言1曲程度で終わる上演形式が増えている。ただし、二番（二曲）以上の場合は、必ず上記の順番に従っている。
五番立で能楽を上演する際、五番目がめでたい曲（祝言能）ではなく暗い内容の能である場合は、『高砂』等、神能ものの後場のみを演じ（後半部分のみ演ずることを半能という）、めでたい気分で納めるのが建て前であった。さらに略して最後の一章のみを素謡で謡ってすますこともあった。「付祝言」と称するこの習慣は、演能時間が短くなった今日でも見られる。

### 番組

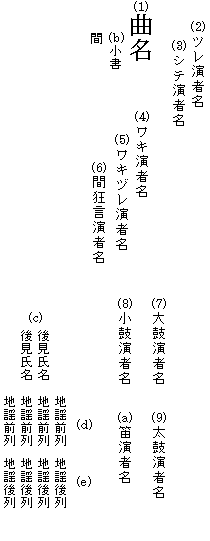
能の番組の書き方

能楽の番組面の例を右図にしめす。シテの演者名は演目の右肩に書かれ、ワキの演者名は演目の真下に書かれるのが慣例である。なお「小書」とは特殊演出を指す。

### 能の略式演奏
能一曲を演じるとおよそ１時間ほどかかることから、短い時間で鑑賞するため、あるいは稽古の過程として、略式の演奏形式が整えられている。
仕舞（しまい）
舞手と地謡数名とが曲中のハイライトとなる舞を上演すること。5分～10分程度の長さ。仕手（舞手）は能装束ではなく紋付き袴を着る。また面はかけない。
「クセ」とは、曲舞という能以前にあった芸能で、観阿弥世阿弥親子が能の中心に取り入れ、長い平ノリの地謡にあわせて舞う部分、「キリ」は能の終わりの部分。「○之段」という印象的な名場面の名称もある。
舞囃子（まいばやし）
仕舞に舞事や働事（上記参照）を加えて、舞手と地謡数名と囃子方が参加することで一曲の主要部分を舞うこと。10分～20分程度の長さ。仕舞同様、舞手は装束・面を用いないことが多い。
半能（はんのう）
主に脇能または五番目曲の前場を短く省略して上演すること。詳細は半能参照。
素謡（すうたい）
地謡（および役謡）のみで一曲を上演すること。囃子方は伴わない。間狂言も省かれるのが普通。
囃子謡との対語として素謡という表現が用いられることがあり、能一曲を謡うことを特に「番謡」と称する場合もある。
連吟（れんぎん）
素謡の形式で、曲のハイライトのみを謡う。
連調（れんちょう）
謡（一名もしくは数名）と1種類の打楽器が数名で、能の一部分を演奏する形式。
一調（いっちょう）
謡一名と1種類の打楽器が一名で、能の一部分を演奏する形式。一調用の替えの手を打つこともある。
一管（いっかん）
笛一名による演奏。普段の能では吹かない曲を演奏する場合もある。
一調一管
笛一名と1種類の打楽器が一名による演奏。一調用の替えの手を打つこともある。
素囃子（すばやし）
囃子方による演奏のみで上演すること。
番囃子（ばんばやし）
地謡と囃子方で一曲を上演すること。能の音声部分の上演。
居囃子（いばやし）
地謡と囃子方で曲のハイライトを上演すること。舞囃子から仕手の舞を取った形式。

## 能舞台

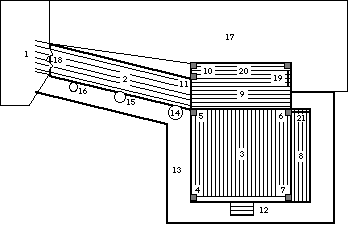
能舞台平面図

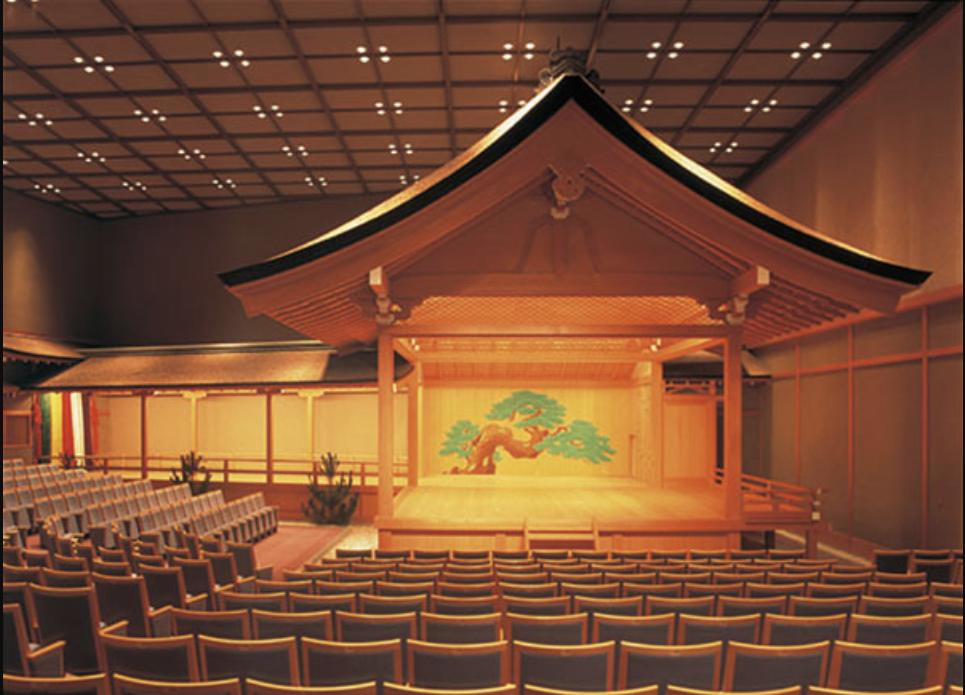
能舞台。手前の柱が脇柱、向かって左が目付柱、松の絵があるのが鏡板。舞台から下手奥に向かい橋懸（はしがかり）が見え、その奥に揚幕が見える。

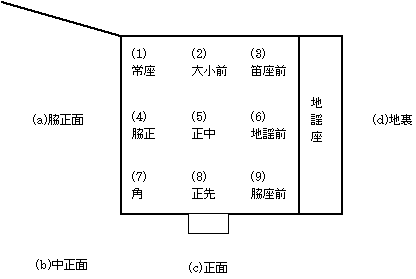
舞台上の位置の名前と、見所の名前

能楽を上演する為の舞台を能舞台と呼ぶ。

### 能舞台の歴史
以前は能舞台は神社等に作られ、舞台の屋根が青天井に晒されていた。そのため、照明は日光と白洲からの反射光によっていた。
変わった設置場所としては、江戸時代に徳川将軍が各藩邸に御成りをする際、能でもてなすことが一般化されたことから、大藩の江戸屋敷には庭園を挟んで能舞台が設置されていることがあった。
明治以降、能舞台と見所（けんじょ・客席のこと）の全体を建物でくるむ形式が増え、これを「能楽堂」と呼ぶ。この場合、屋根の上に能楽堂の天井がある形式になる。
一方で、戦後「薪能」（本来の薪能は日中から演能を始め、夕暮れまで演じる形式だった）と称して夜間の野外能が盛んになり、この場合仮設の能舞台も用いられる。舞台の床と寸法が適当で、四方に柱があり、橋懸を用意できれば、能はいかなる場所でも演じられる。

### 能舞台の構造
- 1:鏡の間 シテの控え所。ここで装束をつけ、面をかけるために、専用の鏡（姿見）がある。また演能の前後に諸役と挨拶をかわし、上演の前には囃子のお調べが奏される。
- 2:橋懸 橋掛とも。歌舞伎の花道と同じように演技の場として重視される。舞台に対してだいたい110度前後の角度で取りつけられ、正面の客から見やすくなっている。
- 3:舞台（本舞台）常寸京間三間四方（＝ほぼ6m四方）。後方から正面に向けて縦に板を渡す。材は檜が多い。足拍子の響きをよくするために要所に甕を生けている。滑りをよくするためにおからや米ぬかで乾拭きをしてつやを出す。舞台に上る際にはどんな場合にも足袋（原則として白足袋、狂言方は狂言足袋）を履くことを求められる。
- 4-7:目付柱（角）、シテ柱、笛柱、脇柱（大臣柱） 面をつけると視野が非常に制限されるので、舞台上ではこれらの柱を目印（目付）にして舞う。従って柱は演能上必須の舞台機構であり省略することができない。また『道成寺』の鐘を吊るために、天井に滑車が、笛柱に金属製の環がとりつけられている。
- 8:地謡座 能の際、地謡が二列になって坐る位置。舞台と同じく板を縦に敷く。地謡座の奥には貴人口と呼ばれる扉がついているが、現在ではまったく使われない。地謡座の後方に地裏と呼ばれる客席があったが、今では用地の関係で作られない能楽堂が増えている。
- 9:後座/横板 舞台とは違って板を横に渡しているところからこの名がある。囃子方が向かって右から笛、小鼓、大鼓、太鼓の順で坐るために、おのおのの部分を笛座、小鼓座といったりもする。能の場合、小鼓と大鼓は床几を用いる。
- 10:後見座 後見が坐るためにこの呼名がある。後見が通るために、横板は後半分をあけて囃子方が坐ることになっている。
- 11:狂言座 アイがここで中入りまで着座しているためにこの呼名がある。
- 12:階 三段の階段。現在では実用されていないが、江戸時代の正式の演能の際には、開演前に大目付がここから舞台上にのぼり、幕に向かって開演を告げた。今ではもっぱら舞台からシテが落ちたときに用いられている。
- 13:白洲 現在では簡略化されているが、能舞台が戸外にあった時代には客席と舞台との間に玉砂利を敷き詰めていた。（海）水を象徴する。
- 14-16:一の松、二の松、三の松 橋掛での演技の際の目印にする。橋掛の向こう側にも二本の松が植えられている。現在では照明の加減で造木であることが多い。
- 17:楽屋
- 18:幕口 五色の布を縫いあわせた揚幕がある。左右の幕番が竹を利用して幕をあげて（これを本幕という）、シテやワキが出入りし、曲趣に応じて幕のあげかたにも違いがもうけられている。囃子方や後見などが舞台に出入りする際には幕を上げずに、片側をめくって人を通す。これを片幕という。
- 19:切戸口 能の際の地謡や、能以外の上演形式の際に出入りする人が利用する小さな出入り口。舞台で切られた役がここから退場するので臆病口ともいう。後見やアイは揚幕から出入りするのが本来の形だが、現在では切戸口を使うことが普通である。切戸口のある面の板には竹が描かれている。
- 20:鏡板 桃山時代に取り入れられた部分で、大きな老松の絵が描かれる。春日大社の影向の松がモデルである。ただし名古屋能楽堂には若松の鏡板も設置されている。神の依り代としての象徴的意味のほかに、囃子の音を共鳴させる反響板としての役割も果たしている。[24]
- 21:貴人口（地謡座参照）

### 客席
かつて能の客席は正面、脇正面（橋掛側。地謡と正対するかたちになる）、中正面（正面と脇正面との間。目付柱のほうを向く）、地裏（地謡座の背後。脇正面と相対する）の4か所に分けられ、舞台を三方から見ることができた。ただし、昭和になってからのほとんどの能楽堂では地裏は廃止されるようになった。

## 観能機会

### 実演

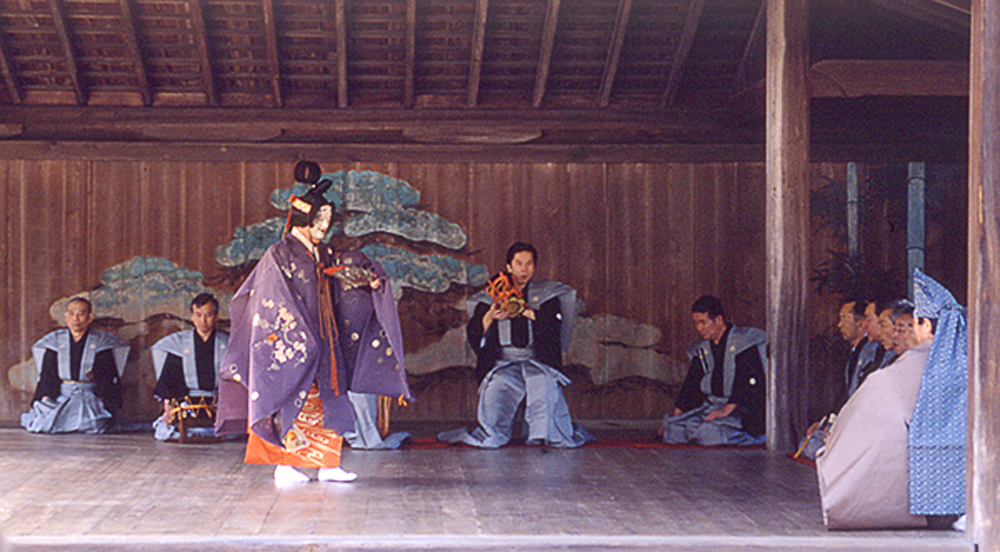
能（能舞台にて）、厳島神社

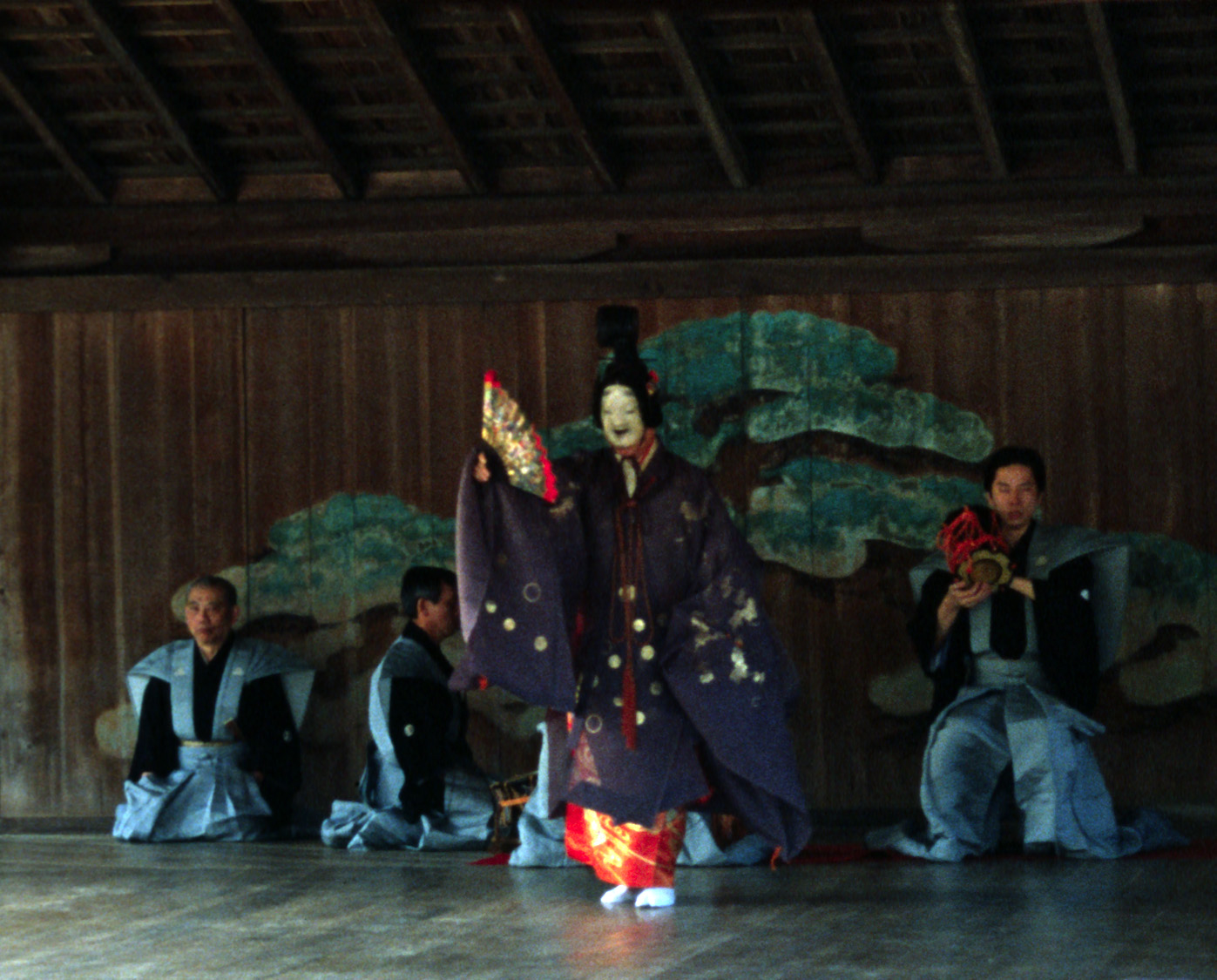
広島県廿日市市の厳島神社で演じられる能

他の舞台芸術と同様に、実演を生で観るのが一番である。東京都には観世、宝生、喜多の各流が能楽堂を構え、国立能楽堂では金春、金剛を含んだ五流全ての能を楽しむことができる（金春は奈良、金剛は京都に能楽堂を構えている）。また大きな都市には能楽堂があり、身近に能に接することができる。
地方でも多目的ホールや野外に仮設の能舞台を用意し演能することがあり、決して観能の機会は少なくない。また、佐渡のように、大きな都市はなくとも歴史的に能が根付いた地域もある。神社の木々の中で楽しむ能も格別である。
地方によっては、黒川能のような五流から離れた郷土色豊かな能も見られる。
能楽師が行う（有料の）能演だけでなく、素人愛好家や玄人養成稽古会などには無料の会もあり、能楽堂やホームページなどで予定を広報しているので、そちらを鑑賞することもできる。

### 放送
NHK-FMが「能楽鑑賞」と銘打って、毎週能の番組を放送している。素謡がほとんどである。またテレビ放送で能を放送することもある。
スカイパーフェクTV!（CSデジタルテレビ放送）の能番組は充実しており、「歌舞伎チャンネル」や「京都チャンネル」で度々能を録画放送している。
有線放送でも「謡曲」や「能（番囃子）」の専門チャンネルがあったが、廃止されてしまっている。

## 関連作品
- 『能楽蘊奥集』（のうがくうんのうしゅう） ‐ 1890年（明治23年）に観世流木下家の三代目である木下敬賢によって記された。この中に秘伝があったとして破門されたが、のちに許されたという説がある[25]。